# 3D szkennelés
A 3D-s szkennelés a valós objektum vagy környezet elemzésének folyamata, amely során adatokat gyűjt a test alakjával és esetleg annak megjelenésével kapcsolatban (pl. szín). Ezeket az összegyűjtött adatokat használják fel a háromdimenziós modellek megalkotására.

## Az eljárásról röviden
A háromdimenziós szkennelés rohamos fejlődésével az az adatfeldolgozás sebessége megnövekedett, ezáltal a méréstechnikai iparban is egyre nagyobb teret hódít magának ez az eljárás.
A tárgyak és a testek formáinak 3D szkennelése, vagy digitalizálása során háromdimenziós fájlokat hoznak létre, amelyeket kinyomtathatunk, vagy további munkálatukhoz (modellezéshez, tervezéshez, dimenzionális mérésekhez vagy filmekben való bemutatáshoz) virtuális alapanyagként felhasználhatunk.

## Technológia

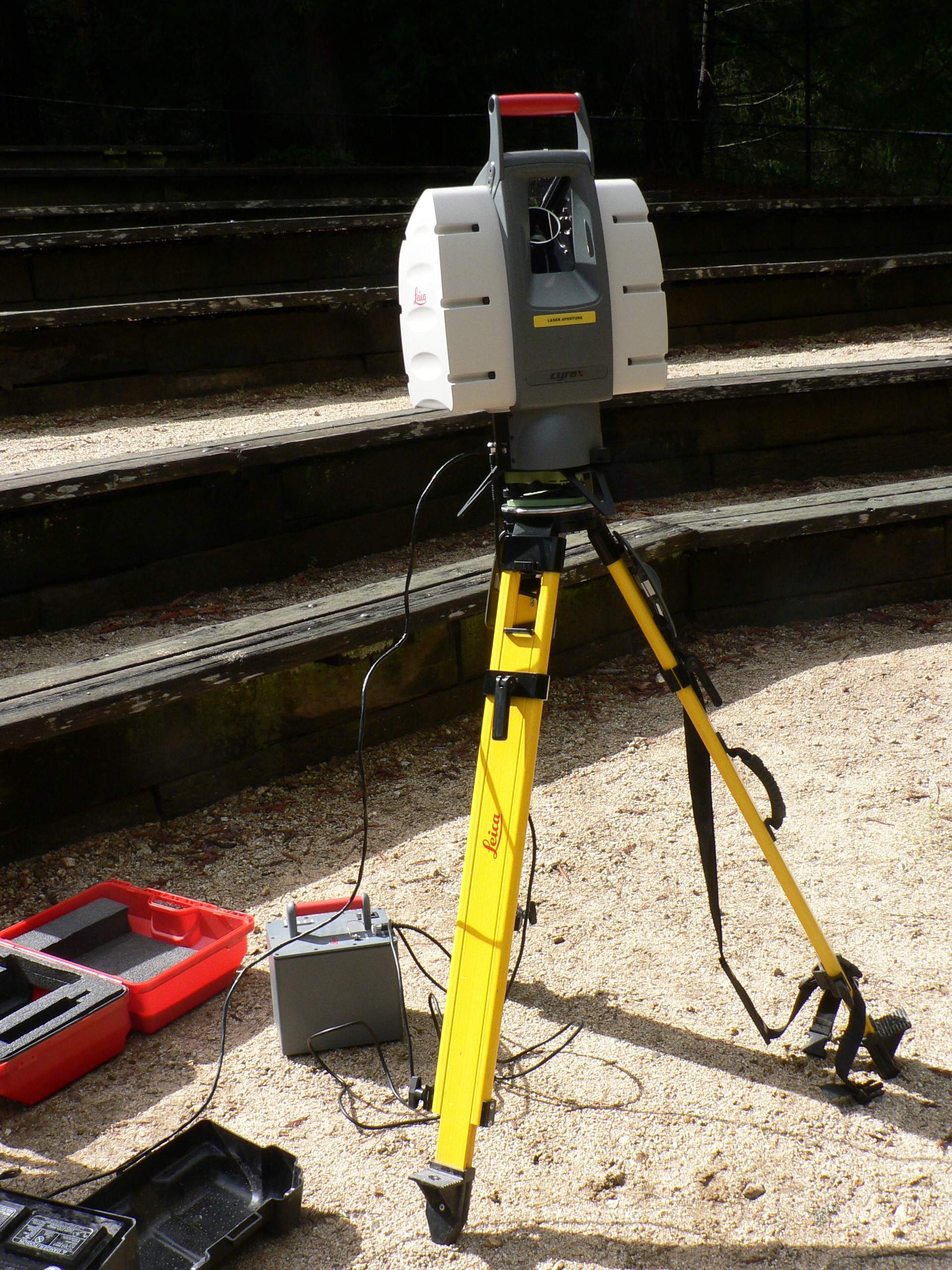
Leica 3D szkenner 2007-ben Santa Cruzban

Különböző technológiák ismertek az objektumok háromdimenziós digitalizálására. Főként azonban két csoportra bonthatóak, kontakt és non-kontakt megoldásokra.

### Ideális feltételek
Optikai fény alapú 3D-s szkennereknél (lézer, strukturáltfény) a fényt vetítési forrásként érdemes használni. A strukturált fény szkennerek esetén a rendszer a vetítési forrást használva mintát vetít az objektumra. Azonban mintázat deformálódik, amint eléri az objektum felületét. A szkennerek kamerái ezekről a mintákról elkészült képeket rögzítik, hogy kiszámolhassák a szkenner és az objektum felületének távolságát.
A 3D szkenner méréseket végez pontfelhők formájában, hogy az objektum digitális másolata minél pontosabban készüljön el. A fázisok a következők: A fizikai részben történik a dokumentum szkennelése. A szkenner digitális 3D koordinátákat gyűjt, így jön létre a pontfelhő. A legvégén jön létre maga a háromdimenziós modell.

## 3d szkennerek típusai
- Kontakt
- Non-kontakt

### Kontakt szkennerek
Minőség-ellenőrzés során használt eszköz. Gyors és mikronpontos mérési adatokat közölnek az ipari folyamatok minél jobb végrehajtásához és ellenőrzéséhez. Ez a precizitás a termék árában is megmutatkozik. Lehet keresni jobb ár-érték arányú megoldásokat, ha nem feltétlen ragaszkodunk az 1-2 mikronos pontossághoz. Ilyen megoldást jelenthetnek például a 10-20 mikronos telepített vagy az 50-100 mikron pontosságot nyújtó 3D kézi szkennerek. A választást mindig az elvégzendő feladat határozza meg.

#### Példák
1. Artec Eva és Eva Lite – kézi 3D szkenner. Ideális közepes méretű tárgyak szkenneléséhez. Nagy pontossággal és nagy színmélységgel digitalizál. Egyszerű, intuitív kezelése, gyorsasága és pontossága világszerte nélkülözhetetlenné tette több iparágban. Barack Obama elnök emlékezetes 3D portréjának készítéséhez is Artec Eva szkennereket használtak.[3]
2. Artec Space Spider – rendkívüli precizitás. Továbbfejlesztett eszköz a CAD felhasználóknak és mérnököknek. Erőssége kisebb vagy nagyobb tárgyak legapróbb részleteinek 3D szkennelése. Ideális például öntvények, PCB-k, kulcsok, pénzérmék, sőt az emberi fül szkennelésére is.[4]
3. Artec Leo – az Artec legújabb fejlesztése. Egyedülálló, okos, kézi 3D szkenner professzionális felhasználók számára. Az első 3D szkenner automata fedélzeti adatfeldolgozással. Szkennelés közben a felhasználó végig látja, hogyan áll össze a 3D modell a szkenner érintőkijelzőjén, amelyen a modellt megforgatva ellenőrizhető, hogy vannak-e kimaradt részek, ami miatt a rögzítést pótolni kell.[5]

#### Felhasználási területek
- műemlékvédelem, régészet, kulturális örökség megőrzés
- építészet
- ipari alkalmazások
- olaj- és gázvezeték felmérés
- mérnöki rekonstrukciós visszafejtés
- katasztrófavédelem
- igazságügy
- minőségbiztosítás, idegenforgalmi fejlesztés

##### Ipari formatervezés és gyártás
- Reverse engineering
- Minőség-ellenőrzés
- Gyors prototípusgyártás
- Légiközlekedés

Új formatervek fejlesztése, méretvétel komplex geometriájú tárgyakról vagy a munkafolyamatok automatizálása régen akár napokba is telhettek a gyártó létesítmények számára. Az eredményként létrejövő 3D modell CADCAM programok széles skálája által értelmezhető formátumban exportálható, majd még tovább módosítható a design és a hatékonyság fejlesztése érdekében vagy optimalizálható egy másik gyártórendszerhez.

##### Egészségügy
- Ortopédia
- Protézisek
- Plasztikai sebészet
- Testre szabott kerekes székek

Az egyedi protézisek és ortopédiai segédeszközök tervezése valódi precizitást és a legnagyobb odafigyelést igényli az adott páciens anatómiai felépítésére.

##### Tudomány és oktatás
- Kutatás
- Oktatás
- Online múzeumi tárlatok

Az egyetemek, kollégiumok és kutató laboratóriumok egyre szélesebb körben alkalmazzák a 3D szkennereket, amivel a legkisebb részletekig tanulmányozhatók a világ műtárgyai. A világ vezető múzeumai is ilyen szkennerekkel digitalizálják műkincs gyűjteményeiket és készítenek online galériákat. Ezáltal válnak szélesebb körben elérhetővé. Az eredeti műtárgyakhoz képest ezek a digitális modellek a virtuális térben megforgathatók, egészen közelről megvizsgálhatók.

##### Művészet és tervezés
- Műemlék megőrzés
- Építészet
- CGI
- Divat

A technológia fejlődése magával rántotta a filmipart és a videójáték ipart is. 3D szkennert alkalmaztak többek között a World War Z, Terminator Genisys és a Jurassic World filmekhez.

A gyártó által fejlesztett szoftvernek már a 11 verziója érhető el. Az Artec Studio 11 választ a leghatékonyabb algoritmusok közül, hogy a felvett adatokból a lehető legprecízebb modellt hozza létre. A CAD tervezést segíti, hogy a szoftverből közvetlen, egyetlen kattintással exportálhatjuk a modellünket Design X-be vagy SOLIDWORKS-be. A szkennerek rugalmas bevethetőségét mutatja, hogy a gyártó automatizálható megoldást is fejleszt RoboticScan néven.

### Non-kontakt szkennerek
Ezen szkennerek közül az eviXscan 3D rugalmas megoldásait érdemes megemlíteni. A hardware család 5 3D szkennerből áll. A legnépszerűbb a Heavy Duty Quadro típus, amin 4 kamera van, két külső és két belső, melyek a nagyobb és kisebb közel eső tárgyak 3D szkennelését teszik lehetővé. Ez azonban egy telepített, fix szkenner, amelynél a fókusz távolságot és fényerőt érdemes átállítani.

#### A non-kontakt 3D szkennerek működése
A fényméréssel foglalkozó szkennerek az emberi szemhez hasonlóan működnek, tehát azokat a felületeket tudják beolvasni, amiket látnak. Alapvetően minden felület másképp veri vissza a fényt, így esetenként szükség lehet a szkennelendő felület előkészítésére. Ezeket a problémás felületeket (fényes, áttetsző, teljesen sötét) mattító porral szokták bevonni. Többféle eljárás alkalmazható, attól függ, hogy milyen pontossággal szeretnénk szkennelni. Egy nagyobb felület esetén, szükség lehet markerek felhelyezésére. is, majd ezeket egy szoftver segítségével kiigazítják és összeillesztik. A legnépszerűbb ilyen eljárást az Intel kínálja, a RealSense szenzor keretében. Ez lett elhelyezve a Sense 3D szkennerekben. A hardware infra fényforrással és két optikával rendelkezik, előnye, hogy egyszerűen, könnyen lehet használni, hátránynak mondható, viszont, hogy a pontosság csak néhány millimétere.
A lézerszkennerekkel pontosabb felület készíthető, mint az infra szkennerekkel. Egy vagy két vonallézeres fényforrást és egy autófókuszos kamerát tartalmaz. A kamera a lézer által megvilágított vonalra fókuszálva alkotja meg a mintázatot pontokban. Kisebb tárgyak szkennelésére alkalmas, színt nem tud rögzíteni. Népszerű eszközök a Matter And Form, a DAVID Laserscanner, a Makerbot Digitizer.
A strukturáltfény szkennerek mechanikája hasonlít a lézerszkennerekéhez, a fényforrást egy nagy felbontású projektor jelenti, nem egy vonallézer. Ez a projektor egy raszterhálót vetít a szkennelni kívánt tárgyra. Az optika ezen háló torzulását és a visszavert fényt méri, ezáltal az eredmény sokkal pontosabb lesz. Népszerű eszközök DAVID SLS-2 és SLS-3 modellek, eviXscan termékcsalád szkennerei.
A technológiák közöl bármelyiket választjuk is, a folyamat eredménye nem egy szerkeszthető CAD terv lesz, hanem egy pontfelhő. A szkenner szoftvere ezt a pontfelhőt igazítja, míg végül létrehoz egy leképzett poligonhálót.

## Szerepe

### Reverse engineering
A mérnöki visszafejtés vagy visszamodellezés a legtöbb gyártó cég életében előforduló feladat. Régi, nem számítógéppel készült tervek elvesztése esetén, kézzel formázott mesterminták digitalizálása során vagy bonyolult formájú tárgyak áttervezése, illeszkedő alkatrészek modellezése során merül fel az igény. A digitális reprodukció célja általában újra gyártás, áttervezés, megőrzés vagy illeszkedő formák tervezése

#### Milyen esetekben érdemes visszafejteni egy tárgy 3D modelljét?
A reverse engineering alkalmazása, akkor lehet kiemelkedő fontosságú a CAD (Computer-aided design) terv létrehozásában, amikor egyszerű felületekkel (henger, gömb, téglatest, kúp, stb.) nehezen meghatározható geometriáról van szó. Ekkor a szkennelt állomány egyfajta háromdimenziós sablonként szolgálva könnyíti meg a tervezőmérnök munkáját. Mivel a feladat egyáltalán nem ritka, ezért felmerült az igény az automatizálására. Ami a mérnöki visszafejtést illeti, az elvárások egyelőre túlmutatnak a lehetséges megoldásokon, ugyanis a reverse engineering folyamat teljes automatizálására jelenleg nincs lehetőség.

#### Néhány feladat, ahol a visszamodellezést alkalmazzák
- elveszett tervek alapján készült alkatrések digitális reprodukálása
- kézzel formázott mesterminták geometriájának leképezése
- komplex, egyszerű felületekkel le nem írható, nehezen mérhető alakzatok meghatározása
- elkopott gyártószerszámok, öntőformák, alkatrészek leképzése és javítása
- digitalizálás gyártási célú áttervezéshez vagy illeszkedő alkatrészek tervezéséhez[14]

#### Mi a Reverse engineering folyamata?
A forma leképzés történhet felületillesztéssel vagy visszamodellezéssel. A választás a formai bonyolultságtól, a lehetséges megoldások viszonylagos időigényétől és a megrendelő elvárásaitól függ. Amennyiben geometriai formákkal, felületekkel jól leírható a digitalizálásra hozott darab, a visszamodellezés mérésekkel és műszaki skiccekkel kezdődik. Az ezek alapján végzett 3D modellezési munka eredménye egy közvetlenül szerkeszthető, tömör testmodell. A reverse engineering folyamat eredményeként kapott visszafejtett modellek gyártható, paraméterezhető, CAD (Computer-aided design) modellek.

## Minőség-ellenőrzés 3D szkenneléssel
Hagyományosan a minőségügyi méréseket mérőműszerekkel (tolómérővel, kengyeles mikrométerrel stb.) végzik.
A manuális mérés nem automatizálható, ugyanis bizonyos méréseket kézi mérés nélkül nem lehet elvégezni. Egy 3D szkenner és a Geomagic Control X szoftver kombinációja ezzel szemben képes automatizálni ezt a munkafolyamatot. Mégpedig úgy, hogy az előzetes mérést összeveti a CAD tervvel és színtérképes jegyzőkönyvet hoz létre. Emellett a szoftver igazítást, rekonstruálást, illesztést is el tud végezni.
A szkennelés eredménye, egy olyan nagy felbontású, pontos kép és pontfelhő, amely alkalmas: 3 D-s modell létrehozásához, metszetek készítéséhez, dokumentáláshoz, analizáláshoz, rekonstrukcióhoz, helyszín biztonságos felméréséhez, közvetett leltárkészítéshez, helyzet-meghatározáshoz, tetszőleges mérések elvégzéséhez, hipotézis felállításához és annak teszteléséhez, 3D nyomtatás előkészítéséhez.